# Loris S. Russell
Loris Shano Russell (* 21. April 1904 in Brooklyn; † 6. Juli 1998 in Toronto) war ein kanadischer, aus den USA stammender Geologe und Wirbeltierpaläontologe, spezialisiert auf Dinosaurier.

## Leben
Russell stammte väterlicherseits aus alter amerikanischer Familie (die ihre Ursprünge bis auf die Mayflower zurückverfolgen können). Seine Mutter war Kanadierin. Mit vier Jahren kam die Familie nach Alberta in Kanada, wo er die Schule in Calgary besuchte. 1927 machte er seinen Bachelor-Abschluss an der University of Alberta mit der höchsten Auszeichnung (Goldmedaille) und studierte danach Geologie an der Princeton University mit dem Master-Abschluss 1929 und der Promotion 1930. Er arbeitete für den Research Council of Alberta, den Geological Survey of Canada und die Universität Toronto. 1946 bis 1950 war er Direktor des Royal Ontario Museums of Paleontology. 1950 ging er an das National Museum of Canada in Ottawa, zunächst als Leiter der Abteilung Zoologie, 1956 bis 1963 als Direktor der Naturgeschichtsabteilung und 1958 bis 1963 zusätzlich für die Abteilung Menschheitsgeschichte (Human History) zuständig. Danach war er leitender Biologe am Royal Ontario Museum und gleichzeitig Professor für Geologie an der University of Toronto. 1971 ging er offiziell in den Ruhestand, war aber noch bis 1992 mit seiner Frau an Ausgrabungen beteiligt.
Neben zahlreichen Publikationen in Wirbeltier-Paläontologie veröffentlichte er auch über frühamerikanische Archäologie und frühe kanadische Geschichte. 1959 erhielt er die Willet G. Miller Medal. 1992 erhielt er die Romer-Simpson-Medaille der Society of Vertebrate Paleontology, deren Ehrenmitglied er ist (1977).
Er war verheiratet, hatte aber keine Kinder.

## Schriften
- mit Robert William Landes Geology of the Southern Alberta Plains, Ottawa 1940
- mit F. J. Fraser, F. H. McLearn, P. S. Warren, R. T. D. Wickenden Geology of Southern Saskatchewan, Ottawa 1935
- Dinosaur hunting in Western Canada, University of Toronto Press 1966
- Tertiary mammals of Saskatchewan, 7 Bände, Royal Ontario Museum, University of Toronto, 1965–1984
- Paleontology of the Swan Hills Area, north central Alberta, University of Toronto Press 1967
- Everyday Life in Colonial Canada, London 1973
- Heritage of light. Lamps and lighting in the early Canadian home, University of Toronto Press 1968